# Fritz Husemann
Friedrich Ernst Husemann, dit Fritz Husemann, né le 19 septembre 1873 à Leopoldsthal et assassiné le 15 avril 1935 au camp de concentration d'Esterwegen,, est un ouvrier, syndicaliste et homme politique allemand.

## Biographie
Fils de tailleur de pierre, il est d'abord maçon et s'installe à Bielefeld où il se syndique et où il adhère en 1891 au Parti social-démocrate d'Allemagne (SPD). Il s'établit en 1892 à Dortmund, dans la Ruhr, y travaille comme mineur et y participe aux grèves des mineurs. En 1902 il devient le secrétaire du syndicat Association des ouvriers de l'industrie minière d'Allemagne, dont il devient le président de 1920 à 1933. Il est soldat enrôlé durant la Première Guerre mondiale, et prend la tête du Conseil des ouvriers et des soldats de Bochum en novembre 1918 durant la Révolution allemande de 1918-1919,,,.
Député au Parlement prussien de 1919 à 1924, il est également un temps vice-président du Bureau international du Travail à Genève. Aux élections législatives allemandes de mai 1924, il est élu député de Westphalie-du-Sud au Reichstag ; il y est ensuite continuellement réélu jusqu'à la prise du pouvoir par les nazis qui marque la fin de la république de Weimar en 1933,. Ayant averti à de nombreuses reprises ses concitoyens quant au danger représenté par le nazisme, il est arrêté par les SA dès le 11 mars 1933, tandis que les nazis dissolvent le syndicat qu'il préside. Relâché après plusieurs mois et placé sous surveillance, il est arrêté à trois autres reprises, dont la dernière fois par la Gestapo en mars 1935. Le 13 avril, il est interné au camp de concentration d'Esterwegen, où il est abattu d'une balle dans le ventre par des gardes SS deux jours plus tard. Il meurt de sa blessure à l'hôpital à Sögel et le régime nazi maquille son assassinat en prétendant qu'il est mort d'une péritonite,,,,.
Il est inhumé à Bochum et quelque 800 personnes, principalement des mineurs, assistent à ses funérailles, défiant les nazis ; beaucoup d'entre eux sont arrêtés,.
En 1947, une place au centre du centre-ville de Bochum est baptisée Husemannplatz en sa mémoire. Des rues à Gelsenkirchen, à Witten et à Sögel portent également son nom. Fritz Husemann est par ailleurs l'un des anciens députés commémorés par le Mémorial en souvenir des 96 membres du Reichstag assassinés par les nazis, devant le palais du Reichstag.